# Mount Pyramid, Antarktis
Mount Pyramid är ett berg i Antarktis. Det ligger i Östantarktis. Australien gör anspråk på området. Toppen på Mount Pyramid är 2 810 meter över havet.
Terrängen runt Mount Pyramid är platt åt nordväst, men åt sydost är den kuperad. Trakten är obefolkad. Det finns inga samhällen i närheten.